# قائمة أعلام إسبانيا
هذه قائمة أعلام إسبانيا، برسومها.

## أعلام وطنية
| العلم | التاريخ                                                                          | الاستخدام                                                       | الوصف |
| ----- | -------------------------------------------------------------------------------- | --------------------------------------------------------------- | --- |
|       | 1981–الآن                                                                        | علم وطني بالشعار و‌علم دولة و‌لواء الراية و‌راية مدنية و‌راية بحرية | علم وطني بالشعار |
|       | 1843–1931 1939–الآن راية مدنية للاستخدام في السفن التجارية 1 يناير 1928 حتى الآن | راية مدنية للاستخدام المدني                                     | يتكون علم إسبانيا من ثلاث شرائط أفقية: حمراء وصفراء وحمراء، والشريطة الصفراء ضعف عرض الشريطتين الحمراوتين. |
|       | 1945–الآن                                                                        | علم ملاحي                                                       | علم مربع مقسم من أربعة مربعات تمثل الممالك الأربع لإسبانيا بأساطيلها في العصور الوسطى: قشتالة (يمثلها قلعة في أعلى اليسار) و‌ليون (يمثلها شعار أسد في أعلى اليمين) و‌أرغون (يمثلها أربعة ألواح في أسفل اليسار) و‌نبرة (يمثلها حلية من السلاسل في أسفل اليمين) |
|       | 1982–الآن                                                                        | علم السلطات المدنية العليا                                      | علم إسبانيا مربع بوجود شعار إسبانيا في المنتصف |
|       | 1977–الآن                                                                        | راية يخت                                                        | علم إسبانيا بوجود تاج ملكي واضح أزرق في المنتصف |
|       | 1977–الآن                                                                        | راية الجمارك                                                    | علم إسبانيا بوجود حرفي "H" عليهما تاجين |

## رايات ملكية
| العلم | التاريخ                        | الاستخدام                     | الوصف |
| ----- | ------------------------------ | ----------------------------- | --- |
|       | 2014–الآن                      | راية ملك إسبانيا              | مربع قرمزي بوجود شعار الملك في المنتصف. نسخة من العلم بالهالة الذهبية تُعرف باسم الراية الصغيرة وتعد علامة الأمر أو علم موضعي للاستخدام العسكري.                 |
|       | 2015–الآن                      | راية أميرة أستورياس           | مربع أزرق فاتح بوجود شعار الأميرة في المنتصف. نسخة من العلم بالهالة الذهبية تُعرف باسم الراية الصغيرة وتعد علامة الأمر أو علم موضعي للاستخدام العسكري.           |
|       | 1975/ 1977–الآن (تنظيم قانوني) | راية الملك الشرفي خوان كارلوس | مربع أزرق داكن بوجود شعار الملك خوان كارلوس في المنتصف. نسخة من العلم بالهالة الذهبية تُعرف باسم الراية الصغيرة وتعد علامة الأمر أو علم موضعي للاستخدام العسكري. |

## مناطق الحكم الذاتي
| العلم | التاريخ | الاستخدام                  | الوصف |
| ----- | ------- | -------------------------- | --- |
|       |         | علم منطقة أندلسيا          | ثلاثة شرائط أفقية متساوية خضراء (في الأعلى والأسفل) وبيضاء (في المنتصف)، بوجود شعار أندلسيا في منتصف الشريطة البيضاء. |
|       |         | علم أرغون                  | تسع شرائط أفقية متساوية من اللونين الأصفر (في الأعلى، 5 شرائط) والأحمر (4 شرائط)، ويوجد شعار أرغون في يسار الشرائط الحمراء والصفراء، الشعار يتميز بتاج ذهبي به أربعة ماسات خضراء صغيرة وثلاثة أسطوانات حمراء صغيرة، الدرع يتضمن أربعة أركان، الركن الأول (خلفية صفراء بصليب أحمر في أعلى شجرة) والركن الثاني (خلفية زرقاء بصليب أبيض رفيع في الجانب الأيسر من الركن) والركن الثالث (صليب القديس جرجس و‌صليب القديس أندراوس لهما أربعة أركان بها أربعة رؤوس لرجل) والركن الرابع (تسعة شرائط أفقية متساوية صفراء (في اليسار، 5 شرائط) وحمراء (4 شرائط)). |
|       |         | علم إمارة أستورياس         | خلفية زرقاء بصليب النصر في المنتصف، وينزل من محوره الأفقي على الجانب الأيسر للصليب الحرف الإغريقي الكبير ألفا (Α) وعلى الجانب الأيمن الحرف الصغير أوميغا (ω). |
|       |         | علم جزر البليار            | تسع شرائط أفقية متساوية من اللونين الأصفر (في الأعلى، 5 شرائط) والأحمر (4 شرائط)، ويوجد قلعة بليارية رفيعة أعلى يسار العلم بخلفية أرجوانية. |
|       |         | علم إقليم الباسك           | الخلفية الحمراء ترمز إلى شعب الباسك (العِرق)؛ الصليب الأخضر قد يرمز إلى بلوط غرنيكا، رمز القوانين القديمة للبيسكاي، أو السلطات القضائية؛ وعليهما الصليب الأبيض، رمز الرب في الطائفة الكاثوليكية الباسكية. |
|       |         | علم جزر الكناري            | ثلاثة شرائط رأسية ألوانها بيضاء وزرقاء وصفراء، ويوجد شعار لجزر الكناري في منتصف الشريطة الزرقاء، ويُبرز الشعار نص "OCEANO" بشريط فضي بالأعلى وتاج ملكي بالمنتصف وكلبين يحملان الدرع بالأسفل، والدرع به سبع روابي. |
|       |         | علم منطقة كانتابريا        | شريطتان زرقاوتان أفقيتان من اللونين الأبيض (أعلى) والأحمر، ويوجد شعار لكانتابريا في منتصف الشريطتين، يُبرِز الشعار تاج ملكي أعلى درع، ويُبرِز الدرع رأسين لفتاتين يمكن رؤيتهما في خلفية السماء الزرقاء بسفينة تجري في مياه يحمل قلعة بحرية بجانب السفينة. |
|       |         | علم منطقة قشتالة-لا مانتشا | |
|       |         | علم منطقة قشتالة وليون     | أسدان من مملكة ليون وبرجان من قشتالة. |
|       |         | علم منطقة كتالونيا         | |
|       |         | علم مدينة سبتة             | |
|       |         | علم منطقة إكستريمادورا     | |
|       |         | علم منطقة غاليسيا          | |
|       |         | علم منطقة لا ريوخا         | |
|       |         | علم منطقة مدريد            | |
|       |         | علم مدينة مليلية           | |
|       |         | علم منطقة مرسية            | |
|       |         | علم منطقة نبرة             | |
|       |         | علم بلنسية                 | |

## أعلام مقاطعات

آبلة
أستورياس
إشبيلية
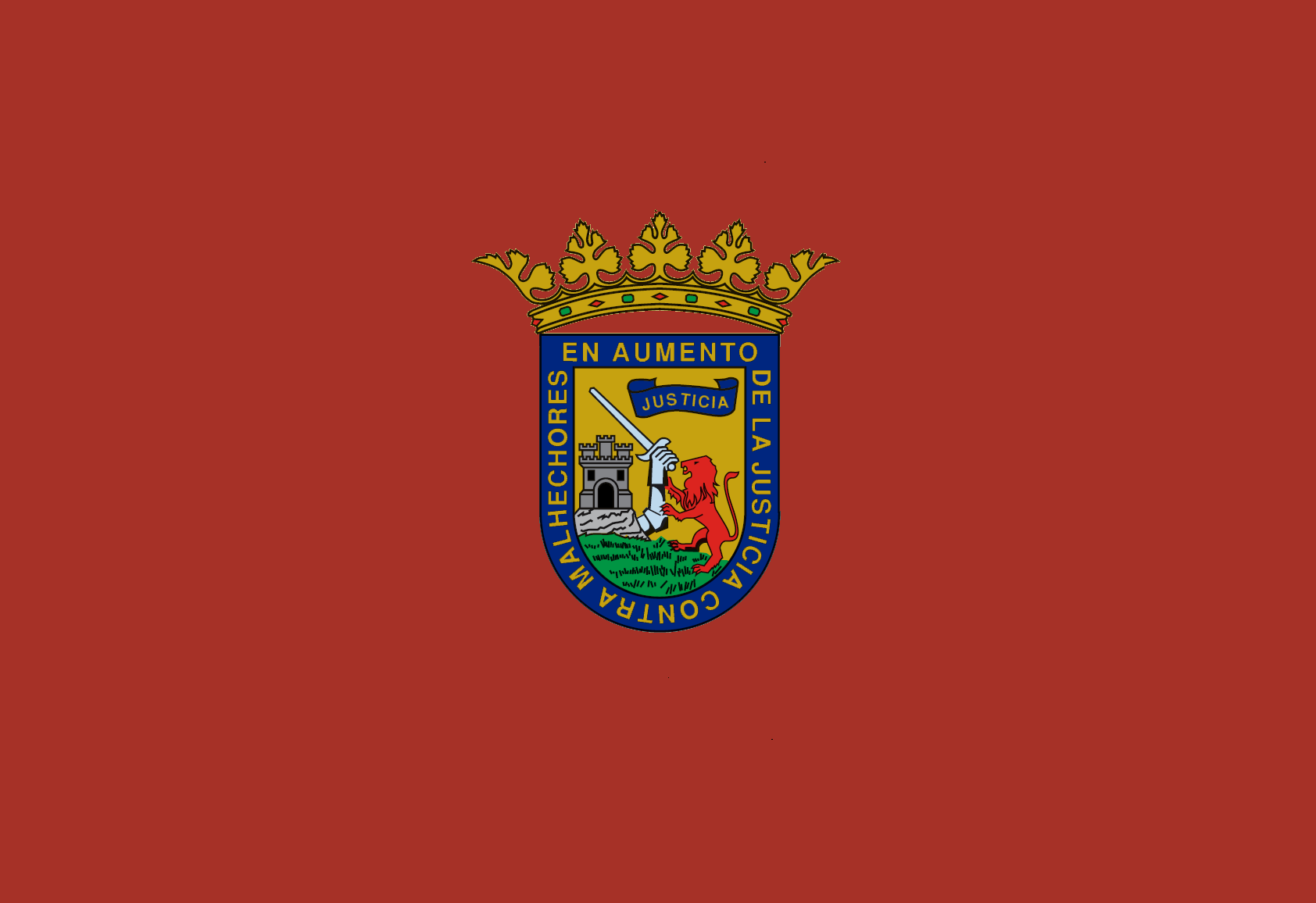
ألافا
البسيط
المرية
أليكانتي
أورينسي
بالنثيا
برشلونة
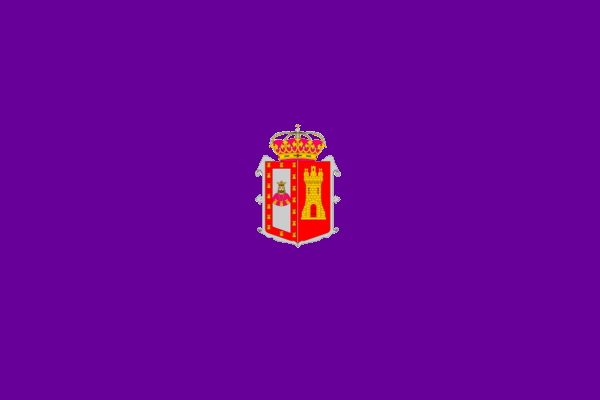
برغش
بطليوس
بلد الوليد
بلنسية
بونتيفيدرا
بيسكاي
تيروال
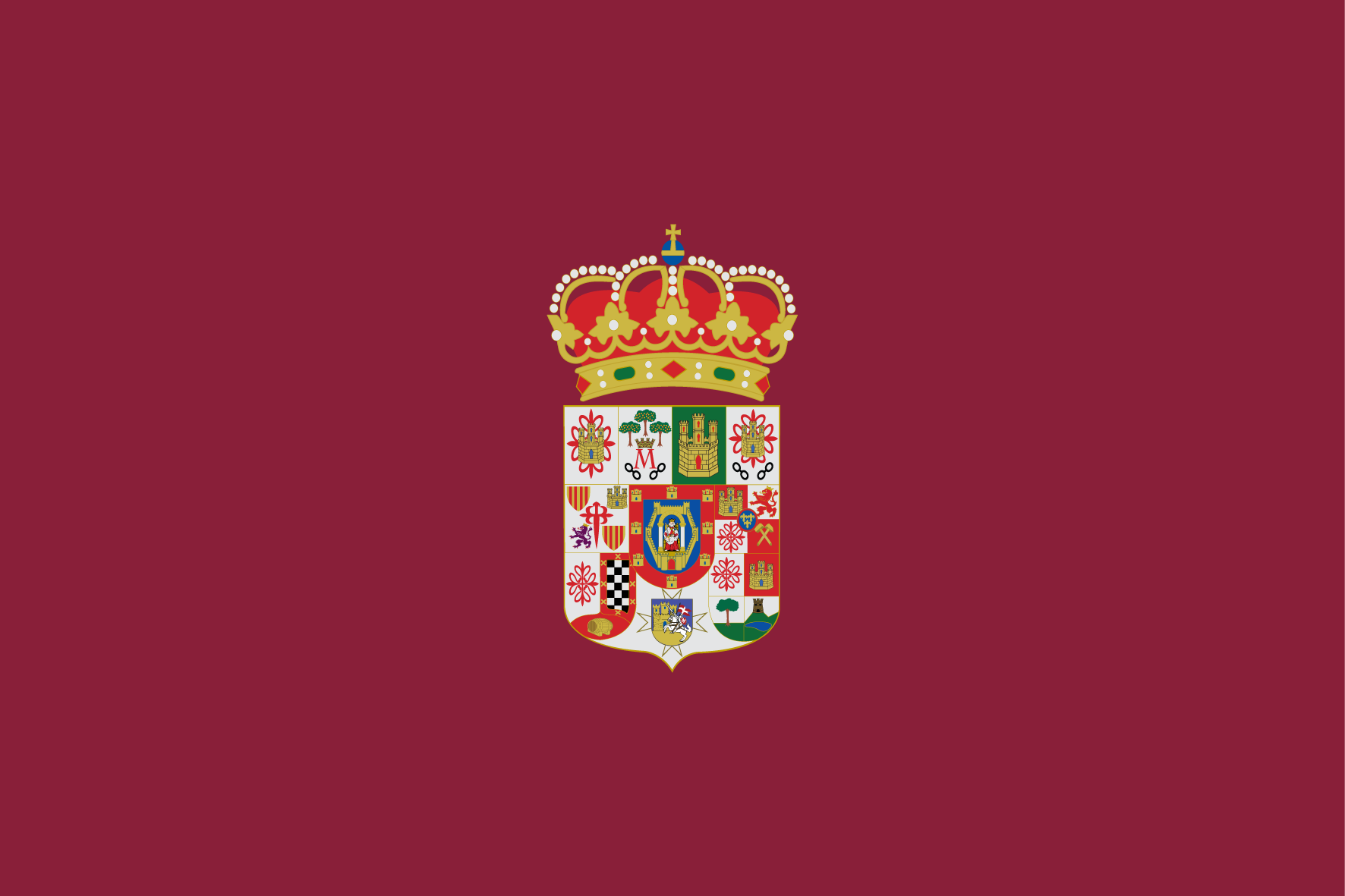
ثيوداد ريال
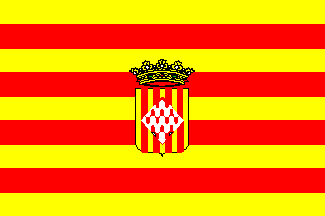
جرندة
جزر البليار
خاين
سانتا كروث دي تينيريفه
سرقسطة
سريا
سمورة
شقوبية
شلمنقة
طراغونة
طليطلة
غرناطة
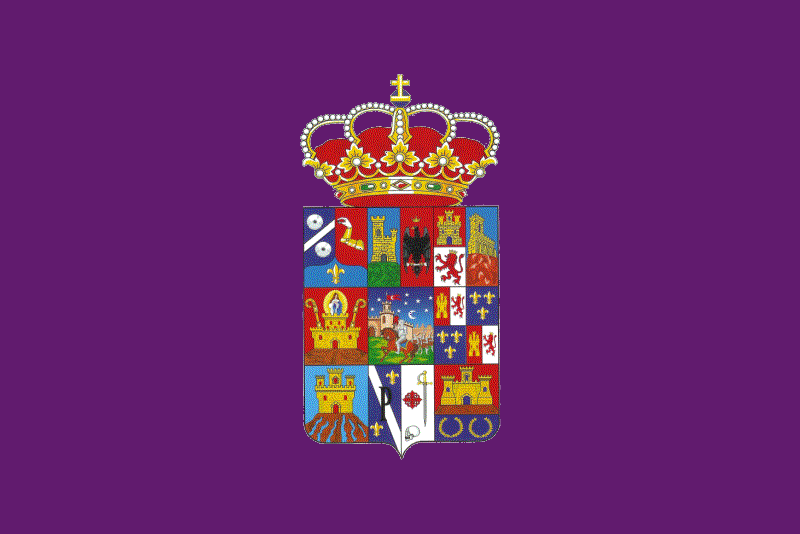
غوادالاخارا
غيبوثكوا
قادس
قرطبة
قصرش
قونكة
كانتابريا
كاستيون (لا يوجد علم)
لا ريوخا
لا كورونيا (لا يوجد علم)[2]
لاردة
لاس بالماس
لوغو
ليون
مالقة
مدريد
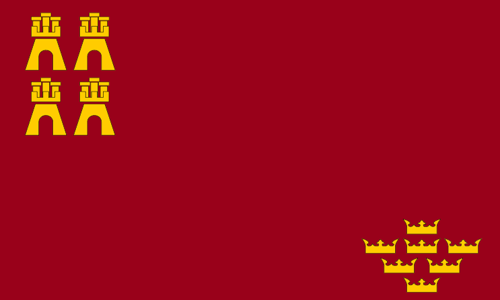
مرسية
نبرة
وشقة
ولبة

## جزر

### جزر البليار

إبيثا
فورمينتيرا
علم منورقة
ميورقة

### جزر الكناري

إل هييرو
تنريفي
فويرتيفنتورا
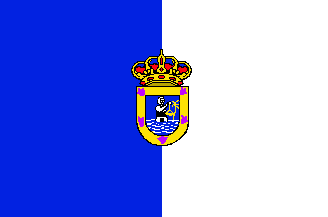
لا بالما
لا غوميرا
لانزاروت
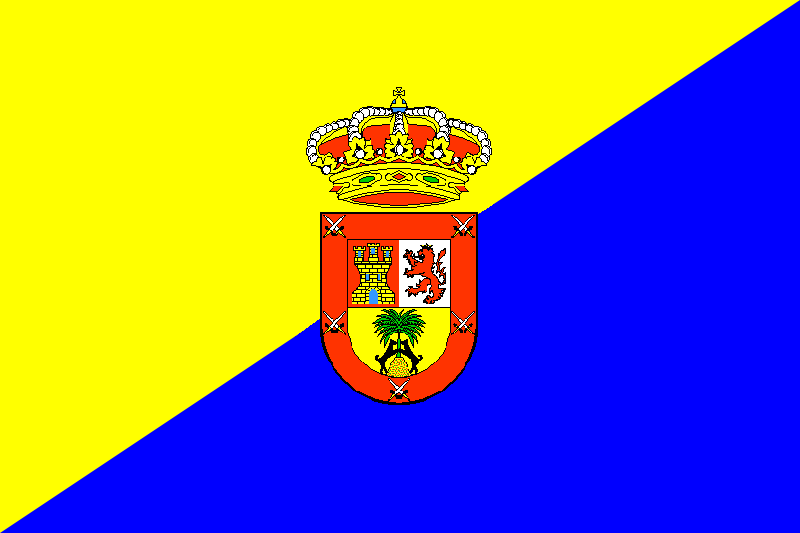
كناريا الكبرى

## أعلام تاريخية

### أعلام
| العلم | التاريخ                   | الاستخدام                                                                                        | الوصف                                                               |
| ----- | ------------------------- | ------------------------------------------------------------------------------------------------ | ------------------------------------------------------------------- |
|       | 711–1031                  | راية الدولة الأموية و‌خلافة قرطبة                                                                 |                                                                     |
|       | 1084–1121                 | راية الدولة المرابطية                                                                            | راية منقوش عليها الشهادتين                                          |
|       | 1121–1237                 | راية الموحدين                                                                                    |                                                                     |
|       | 1237–1492                 | راية مملكة غرناطة                                                                                | راية مكتوب عليها "لا غالب إلا الله"                                 |
|       | 1475–1504 آخر مرة في 1506 | علم قوات المشاة.                                                                                 |                                                                     |
|       | 1506–1715 آخر مرة في 1785 | الصليب العنابي وعلم عسكري ويستخدم أيضًا علمًا لمناطق إسبانيا الخارجية                              | صليب أحمر يماثل فرعي شجرة متقاطعين مشذبين (معقدين) على خلفية بيضاء. |
|       | 1520–1715                 | راية بحرية مختلفة                                                                                |                                                                     |
|       | 1701–1771                 | علم يُستخدم في القواعد البحرية والدفاعات الساحلية                                                 |                                                                     |
|       | 1701–1785                 | راية بحرية                                                                                       |                                                                     |
|       | 1701–1760                 | راية الآداب البحرية                                                                              |                                                                     |
|       | 1760–1785                 | راية الآداب البحرية                                                                              |                                                                     |
|       | 1785–1927                 | علم الأسطول التجاري                                                                              |                                                                     |
|       | 1785–1873 / 1875–1931     | راية حربية (1785–1843). علم وطني (1843–1873 و1874–1931)                                          |                                                                     |
|       | 1873–1874                 | علم الجمهورية الإسبانية الأولى                                                                   |                                                                     |
|       | 1931–1939                 | علم الجمهورية الإسبانية الثانية                                                                  |                                                                     |
|       | 1936–1938                 | علم إسبانيا (الجبهة القومية)                                                                     |                                                                     |
|       | 1938–1945                 | علم إسبانيا (إسبانيا تحت حكم فرانكو حتى وفاته في 1975، والعودة إلى الديمقراطية تحت الحكم الملكي) |                                                                     |
|       | 1945–1977                 | علم إسبانيا (إسبانيا تحت حكم فرانكو حتى وفاته في 1975، والعودة إلى الديمقراطية تحت الحكم الملكي) |                                                                     |
|       | 1977–1981                 | علم إسبانيا (إسبانيا تحت حكم فرانكو حتى وفاته في 1975، والعودة إلى الديمقراطية تحت الحكم الملكي) |                                                                     |

### رايات ملكية تاريخية

#### رايات سلاح ملكية
| العلم  | التاريخ             | الاستخدام                                   | الوصف |
| ------ | ------------------- | ------------------------------------------- | ----- |
| Border | 1475–1492 1492–1504 | راية سلاح الملكين الكاثوليكيين              |       |
|        | 1518–1556           | راية سلاح كارلوس الأول                      |       |
|        | 1580–1668           | راية سلاح آل هابسبورغ (بوجود شعار البرتغال) |       |
|        | 1668–1700           | راية سلاح آل هابسبورغ (من 1668)             |       |
|        | 1700–1761           | راية سلاح آل بوربون                         |       |
|        | 1761–1868 1875–1931 | راية سلاح آل بوربون                         |       |
|        | 1931                | راية سلاح الملك ألفونسو الثالث عشر          |       |

#### رايات ملكية (استخدام شائع)
| العلم | التاريخ                            | الاستخدام | الوصف                                  |
| ----- | ---------------------------------- | --- | -------------------------------------- |
|       | 1475–1492                          | راية الملكين الكاثوليكيين الملكية الشائعة (حتى 1492)                                                                                           |                                        |
|       | 1475–1492                          | الراية الملكية أو العلم الملكي للملكين الكاثوليكيين                                                                                            |                                        |
|       | 1492–1508                          | الراية الملكية أو العلم الملكي للملكين الكاثوليكيين                                                                                            |                                        |
|       | 1556–1580 1668–1700                | الراية الملكية أو العلم الملكي لآل هابسبورغ.                                                                                                   |                                        |
|       | 1580–1668                          | الراية الملكية أو العلم الملكي لآل هابسبورغ. (درعا البرتغال في الراية الملكية)                                                                 |                                        |
|       | 1700–1761                          | الراية الملكية أو العلم الملكي لآل بوربون. الراية تتضمن طوق النظام الإسباني من الصوف الذهبي والشريط الأزرق من نظام بوربون الفرنسي للروح القدس. |                                        |
|       | 1761–1838                          | الراية الملكية أو العلم الملكي لآل بوربون. |                                        |
|       | 1838–1868 1875–1931                | الراية الملكية أو العلم الملكي لآل بوربون. |                                        |
|       | 1975/ 1977–2014 (Legal regulation) | الراية الملكية أو العلم الملكي للملك خوان كارلوس الأول                                                                                         | ما زال يُستخدم رايةً شخصية للملك الشرفي. |

#### رايات أخرى لرؤوس الدولة
| العلم | التاريخ   | الاستخدام                             | الوصف |
| ----- | --------- | ------------------------------------- | ----- |
|       | 1931–1936 | الراية الرئاسية لنيسيتو ألكالا زامورا |       |
|       | 1936–1939 | الراية الرئاسية لمانويل أثانيا        |       |
|       | 1940–1975 | راية فرانثيسكو فرانكو.                |       |

#### أعضاء العائلة الملكية
| العلم | التاريخ   | الاستخدام                       | الوصف                                      |
| ----- | --------- | ------------------------------- | ------------------------------------------ |
|       | 1893–1931 | الراية الملكية لإنفانتي إسبانيا |                                            |
|       | 2001–2014 | راية فيليب أمير أستورياس        | مربع أزرق فاتح وبه شعار الأمير في المنتصف. |

### عامة
- The Flags of Spain - أعلام العالم
- The history of the flag. Spanish Navy Web
- The Spanish Royal Decree 1511/1977
- (بالإسبانية) Royal and Governmental Standards of Spain (Images). Web of Luis Miguel Arias

### استشهادات
1. ↑  "Real Decreto 527/2014, de 20 de junio, por el que se crea el Guión y el Estandarte de Su Majestad el Rey Felipe VI y se modifica el Reglamento de Banderas y Estandartes, Guiones, Insignias y Distintivos, aprobado por Real Decreto 1511/1977, de 21 de enero" (PDF) (بالإسبانية). Archived from the original (PDF) on 2019-05-15. Retrieved 2018-10-09.
2. ↑  Corunna Province (Galicia, Spain) نسخة محفوظة 28 سبتمبر 2018 على موقع واي باك مشين.
3. ↑  Royal Decree 527/2014 an amendment to Title I of Spanish Royal Decree 1511/1977 Flags, standards, guindons and insignia regulation. نسخة محفوظة 04 مارس 2016 على موقع واي باك مشين.